# Fotografía (canción)
«Fotografía» es una canción escrita e interpretada por el cantautor colombiano Juanes, cantada a dueto con la cantante luso-canadiense Nelly Furtado para el segundo álbum de estudio del artista en solitario Un día normal (2002).

## Remezclas
- «Fotografía» (Hessler's Remix)
- «Fotografía» (Hessler's Radio Remix)
- «Fotografía» (DJ Enzo Remix)
- «Fotografía» (Gianina Mix)
- «Fotografía» (Base Mix)
- «Fotografía» (ON Remix)

## Otras versiones
- «Fotografía» (Versión Instrumental)

## Posicionamiento
| Lista (2003)                          | Mejor posición |
| ------------------------------------- | -------------- |
| Argentina                             | 1              |
| Chile 100 Singles                     | 1              |
| Perú top 40                           | 1              |
| U.S. Billboard Hot Latin Tracks       | 1              |
| U.S. Billboard Latin Pop Airplay      | 1              |
| U.S. Billboard Latin Tropical Airplay | 1              |
| U.S Billboard Hot 100                 | 16             |
| México Top 100                        | 1              |
| Colombia Top 100                      | 1              |
| Venezuela Top 100                     | 1              |
| Puerto Rico Top 100                   | 1              |
| España Los 40 Principales             | 1              |
| Chile Hot 100                         | 1              |

## Sucesiones
| Predecesor: Tu amor o tu desprecio de Marco Antonio Solís | U.S. Billboard Hot Latin Tracks — Sencillo N°. 1 (Primera vuelta) 19 de julio de 2003 - 1 de agosto de 2003      | Sucesor: Casi de Soraya              |
| Predecesor: Jaleo de Ricky Martin                         | U.S. Billboard Hot Latin Tracks — Sencillo N°. 1 (Segunda vuelta) 16 de agosto de 2003 - 5 de septiembre de 2003 | Sucesor: Un siglo sin tí de Chayanne |

| Predecesor: Tal vez de Ricky Martin | U.S. Billboard Latin Pop Airplay — Sencillo N°. 1 19 de julio de 2003 - 5 de septiembre de 2003 | Sucesor: Un siglo sin tí de Chayanne |